# Glykosidbinding
En glykosidbinding er en kovalent binding, der dannes ved en kondensationsreaktion hvor der indgår mindst et kulhydrat. Glykosidbindinger opdeles normalt i O-glykosidbindinger, der er æterbindinger, og N-glykosidbindinger, der er amidbindinger.
Glykosidbindinger er meget udbredte i levende organismer. Glykoproteiner, proteoglykaner, glykosaminoglykaner, nukleosider, nukleotider og mange andre vigtige stoffer i biokemien indeholder glykosidbindinger.